# Sibynomorphus oligozonatus
Espèce
Sibynomorphus oligozonatus  est une espèce de serpents de la famille des Dipsadidae.

## Répartition
Cette espèce se rencontre en Équateur et au Pérou.

## Publication originale
- Orcés & Almendáriz, 1989 : Presencia en el Ecuador de los Colubridos del Genero Sibynomorphus. Revista Politécnica, vol. 14, no 2, p. 57-67.